# Chi Sen
Chi Sen (danh pháp khoa học: Nelumbo) là một chi thực vật có hoa thuộc bộ Quắn hoa. Từ Nelumbo (tiếng Hindi: कमल) có nguồn gốc từ tiếng Sinhala නෙළුම්, neḷum, để chỉ loài sen Nelumbo nucifera.
Các loài trong chi Nelumbo có hoa rất giống với các loài hoa súng trong họ Nymphaeaceae (họ Súng). Lá của các loài sen có thể phân biệt được với lá của các loài trong họ Nymphaeaceae, do lá sen có hình khiên (lá tròn), trong khi đó Nymphaeaceae có vết khía hình chữ V đặc trưng từ mép lá vào tâm của lá. Quả ở trung tâm chứa các hạt của các loài cũng có đặc trưng phân biệt và được gọi là bát sen.
Nelumbo nucifera được biết đến nhiều như là một loại hoa linh thiêng của Ấn giáo và Phật giáo và là quốc hoa của Ấn Độ. Thân rễ (ngó sen) của nó cũng được sử dụng nhiều trong ẩm thực châu Á. Nhà thờ của Bahá'í giáo tại Ấn Độ có hình dạng của hoa sen.
Nelumbo lutea là loài sen thứ hai có màu trắng thấy phổ biến ở Bắc Mỹ.

## Phân loại
- Nelumbo lutea Willd.: Sen trắng, còn gọi là sen Mỹ, xuất hiện ở miền Đông Hoa Kỳ, Mexico, Đại Antilles, Honduras
- Nelumbo nucifera Gaertn.: Sen hồng, loài hoa được xem là linh thiêng trong Ấn giáo và Phật giáo, được xem là quốc hoa của Ấn Độ và Việt Nam.[2]

Các loài tuyệt chủng
- †Nelumbo aureavallis Hickey[3]
- †Nelumbo changchangensis.
- †Nelumbo minima
- †Nelumbo nipponica
- †Nelumbo orientalis
- †Nelumbo protolutea

## Hình ảnh

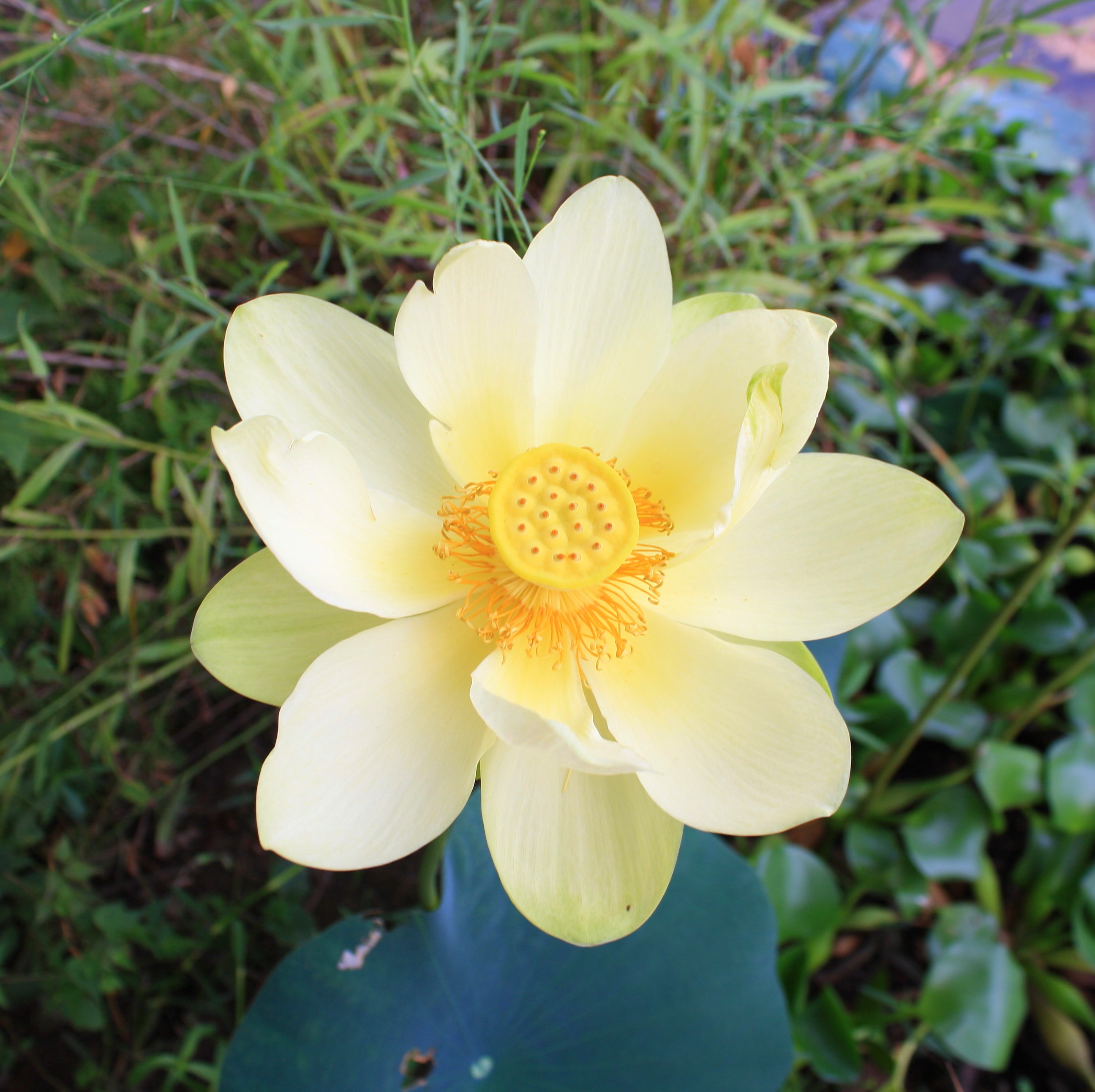
N. lutea (Sen Mỹ)
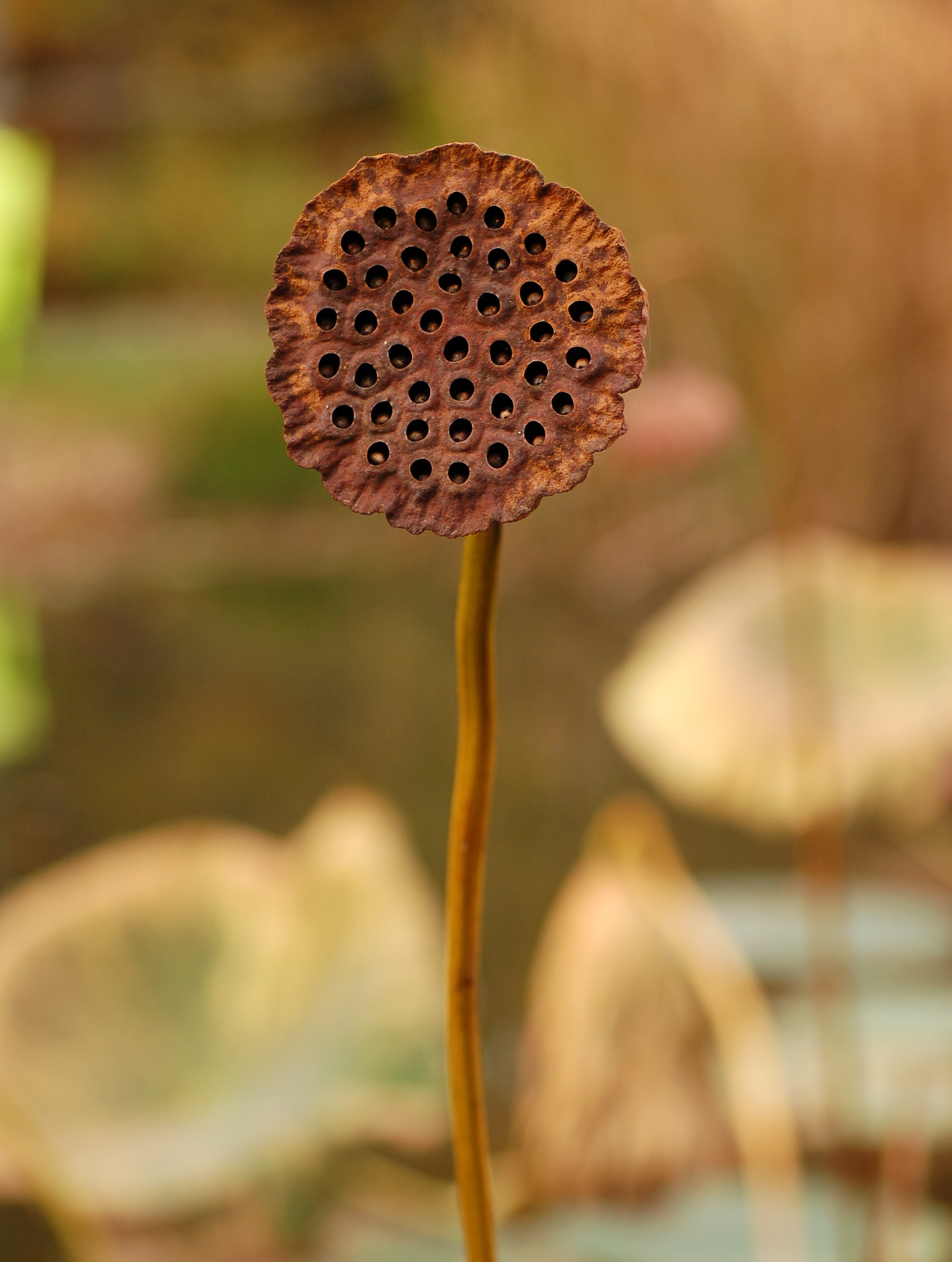
Sen 'Mrs. Perry D. Slocum'- Dried seed pod
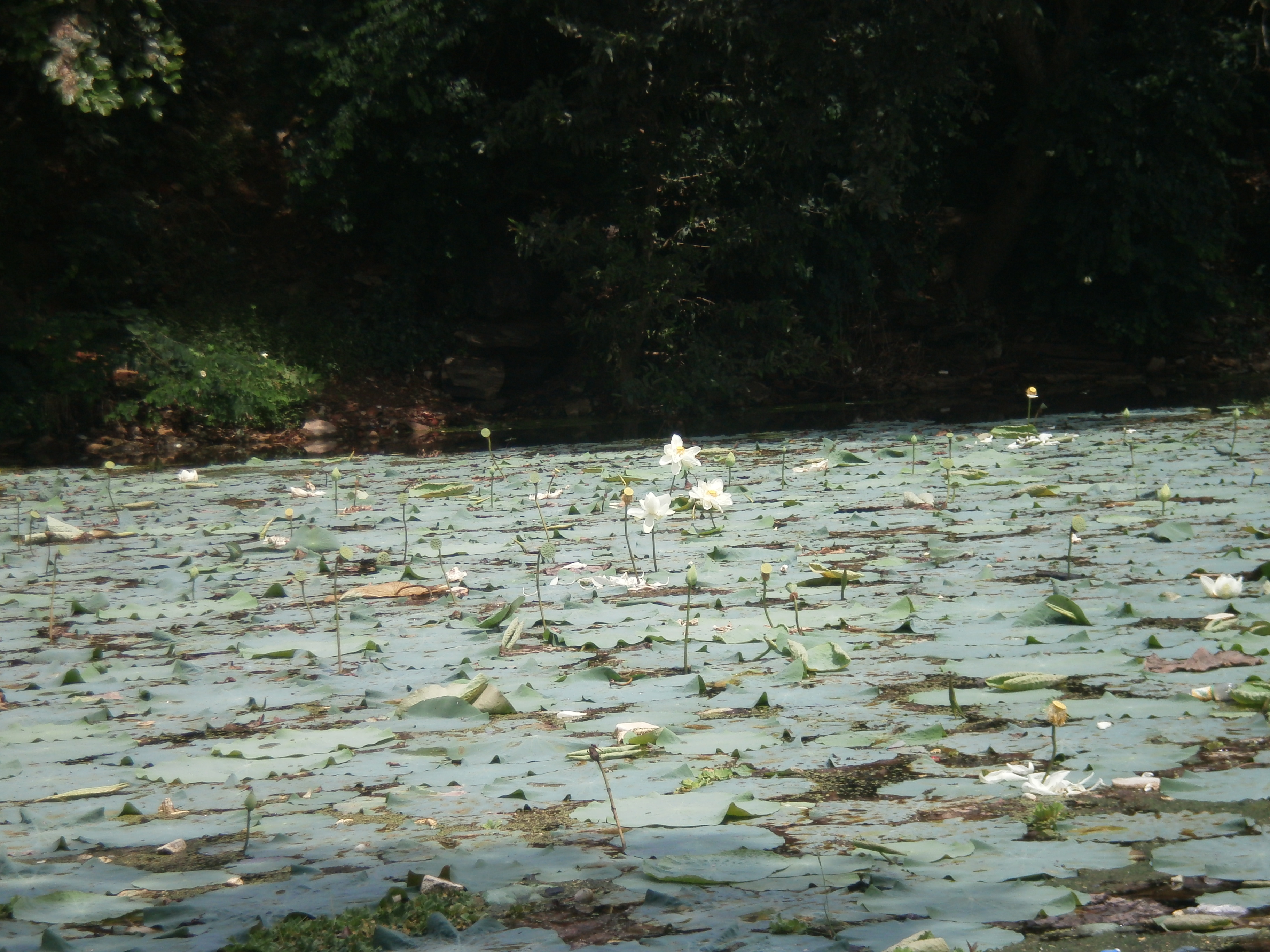
Lotus in lake, showing leaves, buds, flowers, seed heads
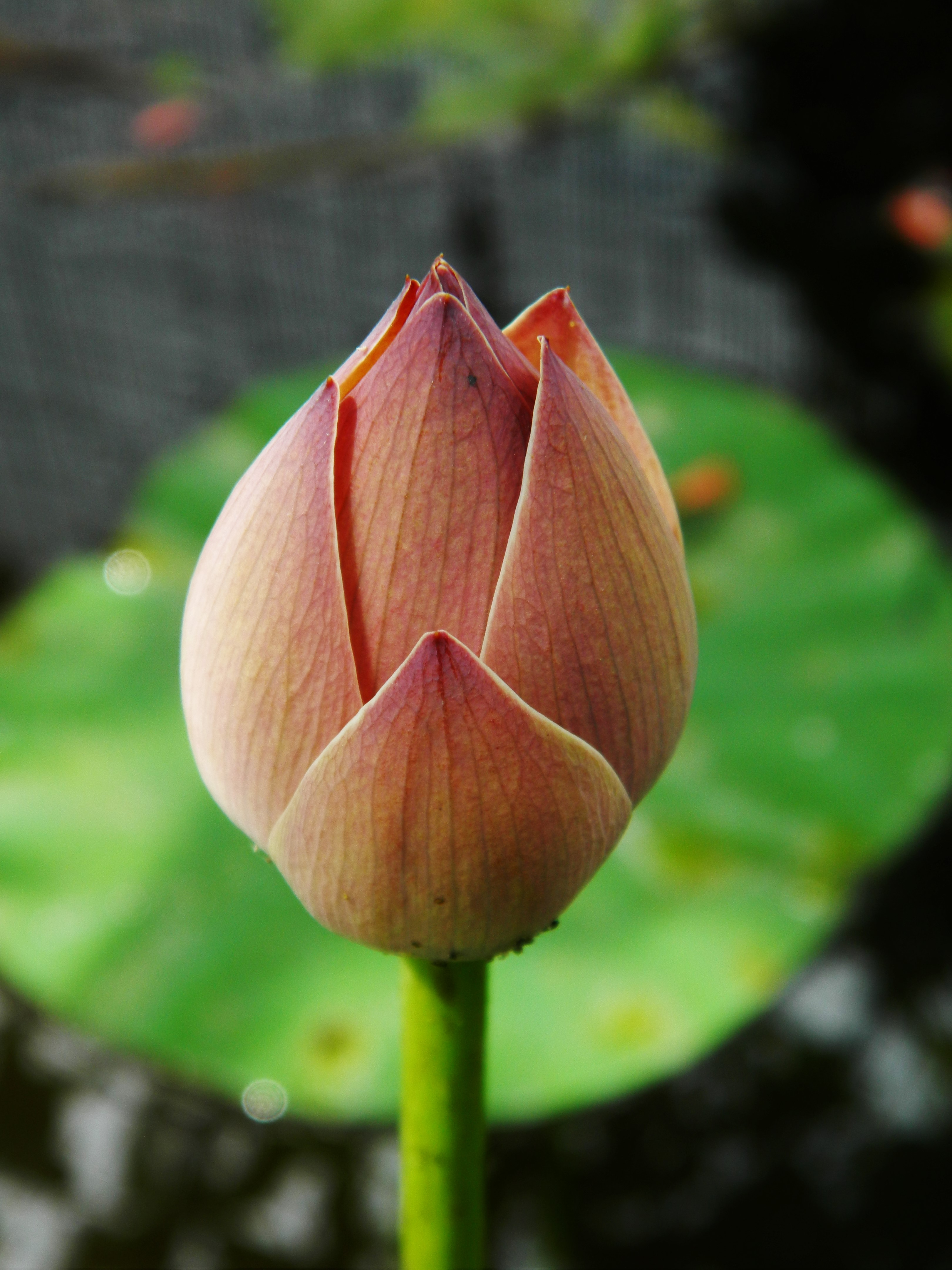
Nelumbo nucifera bud
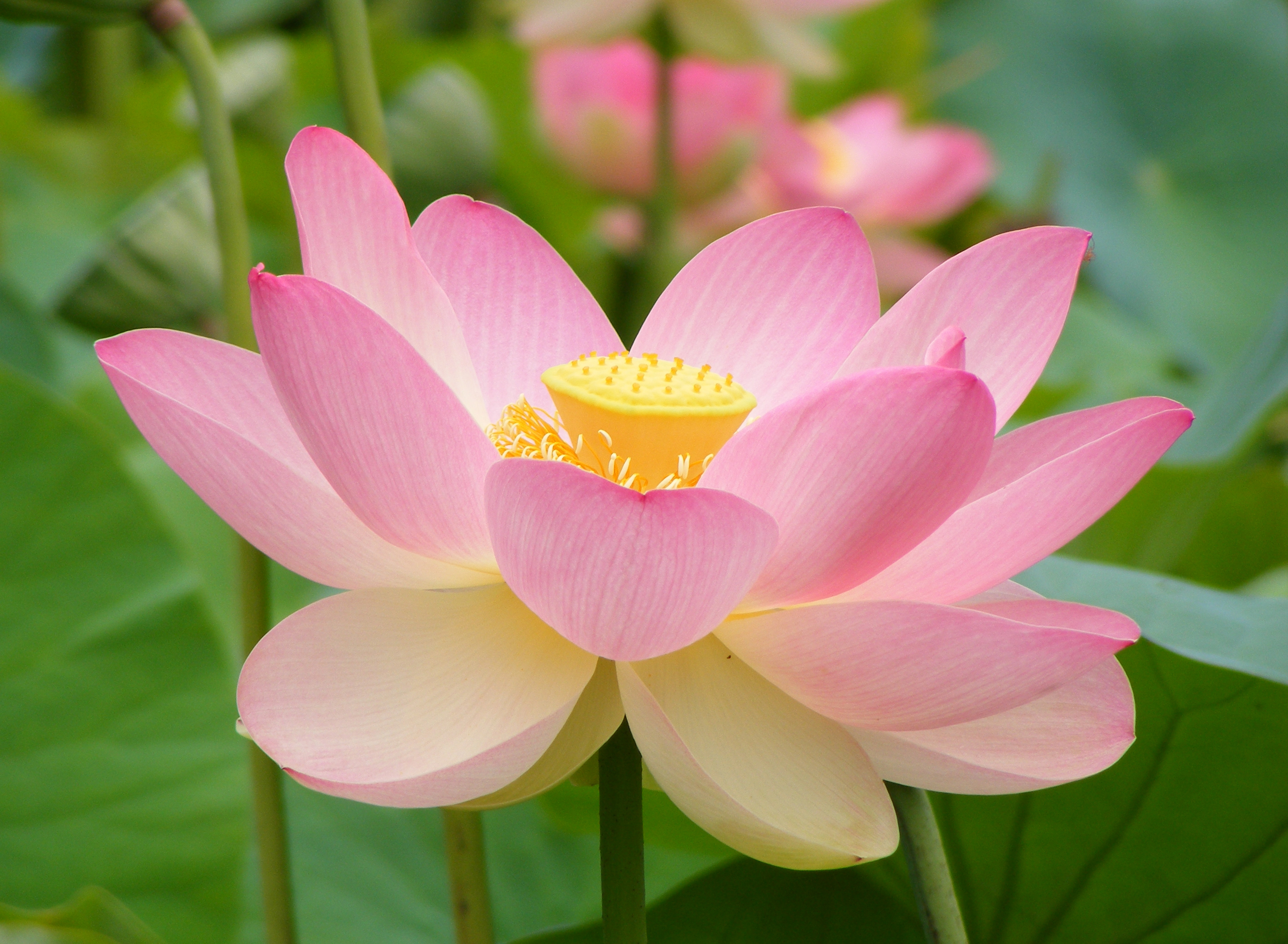
N. nucifera

## Lợi ích của sen với đời sống
- Hoa sen là một biểu tượng cho sự thanh cao theo người Việt và nhiều nơi khác ở châu Á. Hình ảnh tòa sen hiện diện trong ảnh thờ phụng, đặc biệt là Phật giáo.
- Hạt sen được dùng làm thuốc trị các chứng mất ngủ thông thường và có tác dụng an thần. Trong ngày Tết thì hạt sen được dùng làm mứt để thưởng thức với trà nóng.
- Ngó sen cũng được chế biến làm thực phẩm như "gỏi ngó sen"
- Trong ca dao tục ngữ:

Trong đầm gì đẹp bằng sen
Lá xanh bông trắng lại chen nhị vàng
Nhị vàng, bông trắng lá xanh
Gần bùn mà chẳng hôi tanh mùi bùn
(ca dao)
Trên đời gì rẻ bằng Bèo, 
Chờ khi nước lụt, Bèo trèo lên Sen. 
Trên đời gì tốt bằng Sen, 
Quan yêu dân chuộng, rã bèn cũng hư. 
(ca dao)